# Thurmond
Thurmond és una població dels Estats Units a l'estat de Virgínia de l'Oest. Segons el cens del 2000 tenia 7 habitants.

## Demografia
Segons el cens del 2000, Thurmond tenia 7 habitants, 5 habitatges, i 1 famílies. La densitat de població era de 27 habitants per km².
Dels 5 habitatges en un 0% hi vivien nens de menys de 18 anys, en un 20% hi vivien parelles casades, en un 0% dones solteres, i en un 80% no eren unitats familiars. En el 60% dels habitatges hi vivien persones soles el 40% de les quals corresponia a persones de 65 anys o més que vivien soles. El nombre mitjà de persones vivint en cada habitatge era d'1,4 i el nombre mitjà de persones que vivien en cada família era de 2.
Per edats la població es repartia de la següent manera: un 0% tenia menys de 18 anys, un 14,3% entre 18 i 24, un 14,3% entre 25 i 44, un 42,9% de 45 a 60 i un 28,6% 65 anys o més.
L'edat mediana era de 56 anys. Per cada 100 dones de 18 o més anys hi havia 40 homes.
La renda mediana per habitatge era de 23.750 $ i la renda mediana per família de 0 $. Els homes tenien una renda mediana de 0 $ mentre que les dones 0 $. La renda per capita de la població era de 10.782 $. Cap de les famílies i el 54,5% de la població estaven per davall del llindar de pobresa.

## Poblacions més properes
El següent diagrama mostra les poblacions més properes.